# Dōjin
Dōjin (同人 dōjin o doujin?) es en un sentido amplio un término japonés para designar a un grupo o amigos que comparten un interés, actividad, pasatiempo u objetivo en común. La palabra se traduce con frecuencia al español como sociedad, círculo o simplemente grupo.
En Japón el término se utiliza para referirse a trabajos autopublicados por aficionados, incluyendo pero no limitado a manga, novelas ligeras, guías de fan, colecciones de arte, música y videojuegos. Algunos artistas profesionales hacen publicaciones de este tipo para alejarse de las publicaciones regulares de la industria y presentar una visión artística más personal y menos influida por el medio.

## Sociedades literarias
Los círculos literarios aparecieron por primera vez durante la Era Meiji donde los grupos similares a los escritores waka, poetas y novelistas se reunían y publicaban revistas literarias (algunas de las cuales se mantienen en publicación hoy en día). Algunos escritores modernos de Japón surgieron de estos círculos literarios. Un ejemplo a destacar es Ozaki Koyo, quien lideró la sociedad de escritores Kenyusha, la primera en publicar trabajos colectivos en una revista en el año 1885.

## Círculos de manga
Después de la Segunda Guerra Mundial comenzaron a aparecer los dōjin de manga en Japón. Algunos mangaka como Shōtarō Ishinomori (Kamen Rider, Cyborg 009) y Fujiko Fujio (Doraemon) formaron grupos dōjin como el 新漫画党 (Shin Manga-to?). En este tiempo los grupos dōjin eran utilizados por los artistas para hacer su debut profesional. Esto cambió en las décadas subsiguientes con los grupos dōjin formados como clubes escolares. Esto culminó con la inauguración en 1975 del Comiket en Tokio.

## El dōjin hoy día

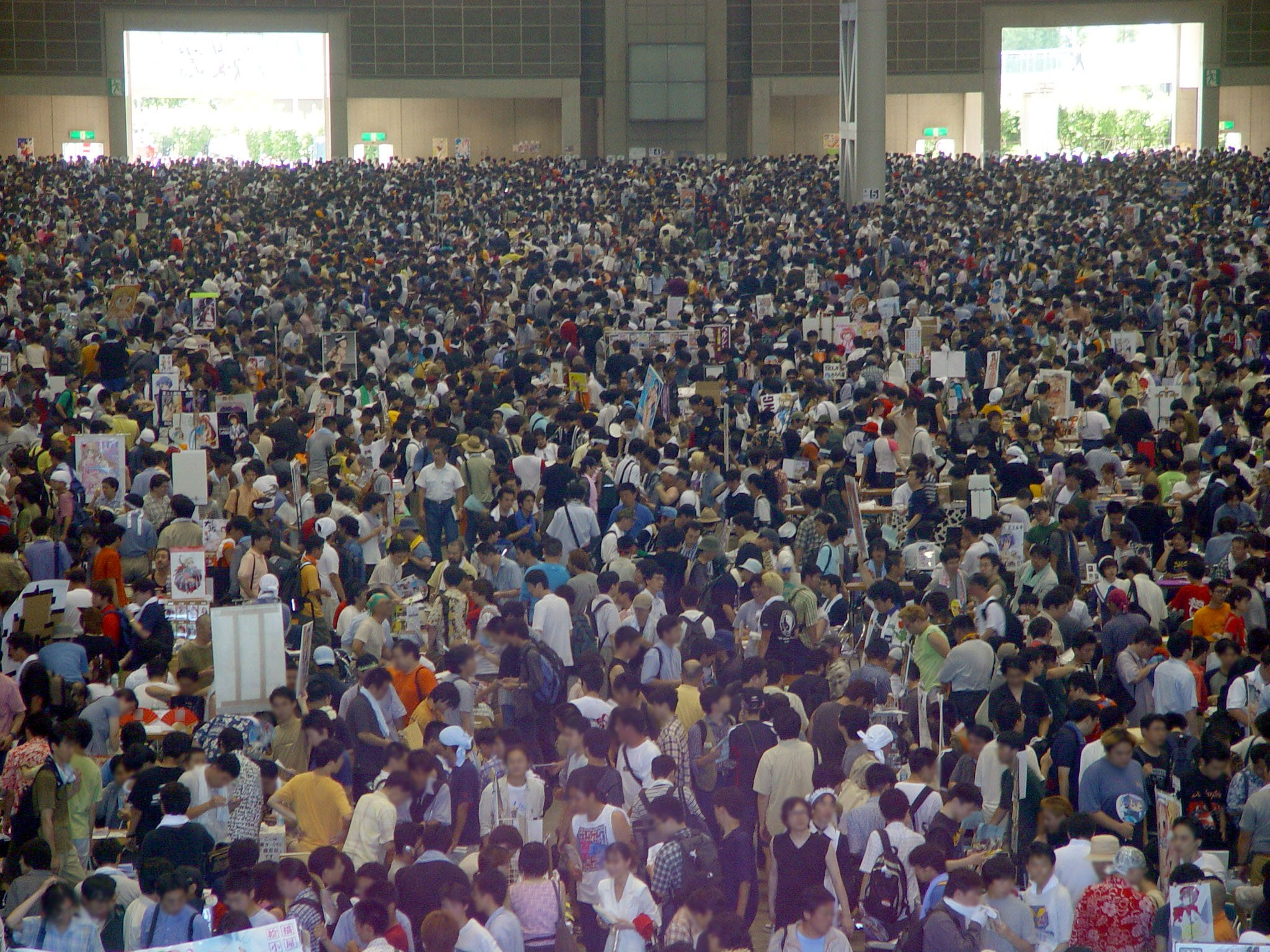
Convenciones como el Comiket reúnen cantidades considerables de seguidores de trabajos dōjin.

Muchos fanáticos de dōjin asisten con regularidad a convenciones dōjin, la más grande de estas es el Comiket, realizado en el Big Sight de Tokio dos veces al año, durante el verano y el invierno. Cada año se exponen para la venta, compra e intercambio cerca de 20 acres de material dōjin por parte de los asistentes. Los creadores dōjin que basan sus materiales en obras de otros artistas, con frecuencia hacen publicaciones pequeñas para evitar litigios legales. Esto crea con frecuencia cierto tipo de euforia y le agrega un valor coleccionable por parte de los fanáticos quienes buscan poseer estos ejemplares de pocas ediciones antes de que se acaben.
Durante la pasada década, la práctica de crear dōjin se ha expandido significativamente, atrayendo a miles de creadores y fanáticos al mismo tiempo. Los avances en la tecnología que facilitan las publicaciones han hecho que el mercado se expanda y haga más fácil a los creadores dōjin el escribir, dibujar, promover, publicar y distribuir sus trabajos.

## Percepción occidental
En las culturas occidentales, los dōjin son percibidos con frecuencia como derivados de trabajos ya existentes, análogo al fanfiction. En general, esto es cierto: muchos dōjin están basados en series manga, anime y videojuegos con cierta popularidad. Sin embargo, el contenido de muchos dōjin es completamente original. Es importante recalcar que entre el número de categorías dōjin existentes, los dōjinshi son por mucho los que más exposición han tenido fuera de Japón. Es también cierto que en el mismo Japón, los dōjinshi son, por tradición, los más populares y numerosos entre los productos dōjin.